# Saitō Ryokuu
Pour les articles homonymes, voir Saitō.
Saitō Ryokuu est un nom japonais traditionnel ; le nom de famille (ou le nom d'école), Saitō, précède donc le prénom (ou le nom d'artiste).
Saitō Masaru (斎藤 賢, 24 janvier 1868 - 13 avril 1904), plus connu sous son nom de plume Saitō Ryokuu (斎藤 緑雨), est un auteur japonais et critique littéraire de l'ère Meiji.

## Biographie
En 1896, Ryokuu fonde avec Mori Ōgai (森 鷗外) et Kōda Rohan (幸田 露伴), une revue littéraire, Mezamashi gusa (めさまし草) dans laquelle est publiée la nouvelle Takekurabe (たけくらべ) de Higuchi Ichiyō (樋口 一葉), qui est accueillie avec des critiques élogieuses. Après la mort d'Ichiyō en novembre de cette année, Ryokuu aide financièrement la mère et la sœur de son ami quoique lui-même soit loin d'être aisé. Kōtoku Shūsui (幸徳 秋水), Baba Kochō (馬場 孤蝶) et Yosano Tekkan (与謝野 鉄幹) font partie de son cercle d'amis littéraires.
En 1904, la tuberculose dont il souffre depuis des années s'aggrave et aucun soin ne peut le soulager. Sur son lit de mort, il mentionne à Kochō les journaux d'Ichiyō qu'il espérait publier et lui demande de prendre en dictée son propre avis de décès. Il meurt au matin du 13 avril de la même année.
Ryokuu est un aphoriste distingué ainsi qu'un critique des plus virulents. Des recueils de ses aphorismes sont publiés à la fin du XXe siècle.